# Crurotarsi
Crurotarsi su grupa arhosauriformnih reptila koja obuhvata arhosaure (koji su u današnje vreme predstavljeni pticama i krokodilima) i izumrle, krokodilima slične fitosaure. Ime je izvedeno iz latinske reči crus i grčke reči tarsos i odnosi se na specijalizovanu artikulaciju između noge i stopala — specifično između lisne kosti i petne kosti — što je prisutno u skeletonima kladusa Suchia i familije Phytosauridae, sa hemicilindričnim kondilusom na petnoj kosti naspram lisne kosti.

## Literatura
- Benton, M. J. (2004). Vertebrate Paleontology (3rd изд.). Blackwell Science.
- Dunham, W. (12. 9. 2008). „Lucky break allowed dinosaurs to rule Earth”. Reuters. Архивирано из оригинала 02. 07. 2019. г. Приступљено 14. 1. 2012.
- Brusatte, S. L.; Benton, M. J.; Ruta, M.; Lloyd, G. T. (12. 9. 2008). „Superiority, Competition, and Opportunism in the Evolutionary Radiation of Dinosaurs” (PDF). Science. 321 (5895): 1485—1488. PMID 18787166. doi:10.1126/science.1161833. Архивирано из оригинала (PDF) 24. 06. 2014. г. Приступљено 14. 1. 2012.

## Spoljašnje veze
- taxonomic hierarchy according to Benton 2004
- Mikko's Phylogeny